# Josep Molins i Fàbregas
Josep Molins i Fàbregas (Sabadell, 16 de març del 1906 - 4 de març del 1978) va ser músic, flabiolaire i director de cobla, i compositor.

## Biografia
S'inicià a la música amb mestres eclesiàstics. Acabada la guerra civil, tenia al seu càrrec una petita orquestrina, la Melodian's, que decidí reconvertir, tot reforçant-la amb músics de cobles sabadellenques desaparegudes (com Iu Alavedra, Narcís Colom o Francesc Gutsens), per fundar la cobla "Molins" (1940-1952), que dirigia i on tocà el flabiol (1940-1948). Amb aquesta efectuà importants concerts tant a Catalunya (al Palau de la Música Catalana i/o per als esbarts Verdaguer o Montserrat), com a fora (València, Bilbao, Madrid, Sevilla). En Molins compaginava la tasca de la cobla amb la de mestre de capella de la parròquia de la Puríssima de Sabadell, fins que el 1952 decidí retirar-se'n. La cobla canvià de nom i esdevingué la cobla Sabadell.
Com a compositor fou autor d'obres clàssiques, religioses i per a cobla. El seu fons personal es conserva a l'Arxiu Històric de Sabadell.

## Obres
- L'esperat (1950), obra teatral breu, amb música per a piano o harmònium[3]
- Goigs en llaor i alabança de Jesús Natzarè, que venera en el Temple Parroquial de la Puríssima Concepció de la ciutat de Sabadell l'antiquíssima Confraria d'Esclaus del Natzarè[4]
- La quadrilla de Martorell, per a cobla

### Sardanes
- L'amor i el rossinyol (1935), enregistrada
- La Carme de can Jan Pere (1950)
- En Patufet (1923, primera sardana)
- Germanívola (1925), sardana de concert
- Lineta
- La perla del Vallès (1953), sardana cantada amb lletra de Leandre Roure i Garriga
- Pomell Dansaire (1947), amb lletra de Francesc Campreciós, enregistrada[5]
- La pubilla d'Oms (1934)
- Reiet amorós (1953)
- Rialles d'infant (1930), dedicada a Josep Masllovet, director de la Banda Municipal de Manresa
- Revesses: La rondinaire (1953), Trencacaps (1948)